# Pristimantis acerus
Pristimantis acerus é uma espécie de anfíbio da família Craugastoridae. É endémica do Equador. Os seus habitats naturais são: regiões subtropicais ou tropicais húmidas de alta altitude. Está ameaçada por perda de habitat.